# Chiesa di San Lorenzo a Serpiolle
La chiesa di San Lorenzo a Serpiolle è un luogo di culto cattolico che si trova nella frazione di Serpiolle, nella zona collinare a nord di Firenze.

## Storia e descrizione
Il toponimo è di origine latina ed indica un insediamento romano nella zona. La chiesa ha un'origine antichissima ed è citata nel 1202 come dipendente dalla chiesa di Santo Stefano in Pane. Un documento del 1367 ricorda che vi era conservata una tavola dipinta con la Vergine e San Lorenzo, andata poi dispersa.
Divenne prioria nel 1797 ed è attualmente sede parrocchiale. All'esterno, la semplice facciata timpanata ha un bel portale seicentesco; affiancato alla chiesa è il campanile quadrangolare a torre di remota costruzione. All'interno, ad unica navata, è conservata una tela del Seicento raffigurante San Lorenzo in gloria di Jacopo Vignali, restaurata nel 1989.